# Ptychobela griffithii
Ptychobela griffithii is een slakkensoort uit de familie van de Pseudomelatomidae. De wetenschappelijke naam van de soort is voor het eerst geldig gepubliceerd in 1834 door Gray.